# JDownloader
jDownloader là một ứng dụng mã nguồn mở hoạt động trên nền Java. Với chương trình này, việc download từ các trang lưu trữ trực tuyến như Rapidshare hay Megaupload trở nên khá dễ dàng, cho dù bạn không có tài khoản premium. Chương trình sẽ chia file thành nhiều phần nhỏ và tải về song song với nhau để rút ngắn thời gian tải.

## Một số tính năng chính của chương trình
- Hoạt động trên nên Java 1.5 trở lên
- Mã nguồn mở theo chứng nhận GNU GENERAL PUBLIC LICENSE
- Hỗ trợ trực tuyến 24/24
- Tạo tối đa 20 đồng kết nối cùng lúc khi tải mỗi tập tin nên tốc độ tải nhanh.
- Được trang bị module OCR mạnh mẽ
- Hỗ trợ download 224 trang chia sẻ trực tuyến mà không cần là premium user
- Hỗ trợ theme
- Hỗ trợ nhiều ngôn ngữ (bản hỗ trợ tiếng Việt đầy đủ Lưu trữ ngày 30 tháng 10 năm 2009 tại Wayback Machine được dịch và cập nhật liên tục)
- Cập nhật trực tuyến từ trang chủ
- Tích hợp bộ quản lý các gói tích hợp cho các modules phụ
- Tải nhiều file song song trên cùng một dịch vụ lưu trữ (nếu dịch vụ này cho phép)
- Tự động giải nén đối với các tập tin nén dạng rar
- Tự động nối tập tin bị chia cắt thành tập tin gốc ban đầu
- Trang bị chức năng Tái kết nối Modem (reset modem) cực kỳ hiệu quả để đổi IP liên tục, nhằm vượt qua giới hạn băng thông của các site cung cấp dịch vụ.